# Japonia bauensis
Japonia bauensis – gatunek ślimaka z rzędu Architaenioglossa i rodziny Cyclophoridae. Endemit wyspy Borneo.

## Taksonomia
Gatunek ten opisany został po raz pierwszy w 2021 roku przez Mohammada Effendiego bin Marzukiego, Thor-Seng Liewa i Jayasilana Mohd-Azlana na łamach „ZooKeys”. Jako lokalizację typową wskazano wzgórze koło Sungai Sebuyoh w Gunung Doya w dystrykcie Bau malezyjskiego Sarawaku. Epitet gatunkowy pochodzi od nazwy dystryktu.

## Morfologia
Ślimak ten ma niewielką, prawoskrętną muszlę o kształcie spłaszczonego stożka, osiągającą między 5,8 a 6,2 mm wysokości i między 8 a 8,9 mm szerokości. Barwa muszli jest przejrzyście, błyszcząco żółtawobiała do brązowawej, czasem z wyraźnymi brązowymi znakami promienistymi. Szew ma dobrze wgłębiony. Występuje 5¼ wypukłych, regularnie zwiększających średnicę skrętów. Peryferia są zaokrąglone, nieco tylko kanciaste u ostatniego skrętu. Gładka, ciemnobrązowa protokoncha pozbawiona jest rowków spiralnych. Na rzeźbę promienistą teleokonchy składają się bardzo delikatne, poprzeczne linie wzrostu. Występuje siedem żeberek spiralnych, z których trzy leżą powyżej peryferium, dwa wzdłuż niego, jedno poniżej niego i jedno przy nasadzie. Ujście muszli jest niemal okrągłe, nieco tylko ukośne, wysokie i szerokie na 2,6 mm. Perystom jest podwójny, wewnętrzny jest lekko rozszerzony, a zewnętrzny ma wyraźne wcięcie przy szwie. Na cienkim, rogowym, gładkim periostrakum wyrastają wzdłuż żeberek peryferalnych bardzo krótkie, wąskie włoski pierzaste, pięciokrotnie krótsze niż u podobnej J. barbata. Dołek osiowy jest otwarty, średnicy od 1,8 do 2 mm.

## Ekologia i występowanie
Gatunek orientalny, endemiczny dla Malezji i Borneo.
Mięczak lądowy, bytujący wśród ściółki i rozkładających się szczątków roślinnych w nawapiennych lasach nizinnych. Zasięgiem ograniczony jest do grup wzgórz wapiennych Bau i Serian-Padawan.